# Simple Treasure
『Simple Treasure』是日本創作歌手・川嶋愛在2009年6月3日發售的首張第四張非迷你專輯。

## 解説
距前作『足跡』約兩年後發售的原創專輯。
初回盤附有紀錄影像DVD、和單曲「沒問題的唷」及演唱會DVD的三作連動募集貼紙。

## 收錄曲
※全部的作詞・作曲皆為川嶋愛

### 通常盤
1. Again
編曲：宗本康兵
2. Door Crawl（ドアクロール）
編曲：陶山隼 
出自第15張單曲。
3. Flag
編曲：enzo
出自第16張單曲。
4. lover
編曲：宗本康兵
日本電視台、NTT DOCOMO免費放送連續劇『ダブル～この恋には裏がある～』主題曲。
5. Revolution
編曲：CONEY'S JELLY 
大阪Wao Corporation「能開中心的夏期講習会」CM歌曲。
6. 青鳥（青い鳥）
編曲：宗本康兵
7. 沒問題的唷（大丈夫だよ）
編曲：CONEY'S JELLY 
出自第17張單曲。
8. 淚（涙）
編曲：横田明紀男
9. Reminder（リマインダー）
編曲：宗本康兵
電影『yoriko～寄子～』主題曲[2]。
10. Merry-go-round
編曲：土肥真生
11. Honesty（オネスティ）
編曲：長澤孝志
12. 柔和的陽光（やわらかな日差し）
編曲：宗本康兵
手機RPG『執事と魔族とお嬢様』印象歌曲
13. 碎片
編曲：宗本康兵
出自第16張單曲。

### 初回限定盤

#### CD
- 和通常盤相同。

#### DVD
1. 川嶋愛 紀錄影像（川嶋あい ドキュメンタリー）